# نووراسییسک ۲۵۲۰
سیارک ۲۵۲۰ (به انگلیسی: 2520 Novorossijsk، نامگذاری:1976QF1) دو هزار و پانصد و بیستمین سیارک کشف شده‌است که در ۲۶ اوت ۱۹۷۶ کشف شد.
قدر مطلق سیارک برابر ۱۲٫۰۰ است.